# Clásica San Sebastián 1994
De 14de editie van de wielerwedstrijd Clásica San Sebastián werd gehouden op 6 augustus 1994 in en rondom de Baskische stad San Sebastián, Spanje. De editie van 1994 ging over een afstand van 238 kilometer en was de achtste wedstrijd in de strijd om de Wereldbeker wielrennen. Titelverdediger in deze Noord-Spaanse wielerklassieker was de Italiaan Claudio Chiappucci. Aan de start stonden 181 renners, van wie er 123 de finish bereikten.

## Uitslag
| Clásica San Sebastián 1994 (238 kilometer) |                      |                       |          |
| Plaats                                     | Naam                 | Ploeg                 | Tijd     |
| Winnaar                                    | Armand de Las Cuevas | Castorama-MaxiSport   | 5u24'44" |
| 2                                          | Lance Armstrong      | Motorola              | + 01'56" |
| 3                                          | Stefano Della Santa  | Mapei-Clas            | + 01'57" |
| 4                                          | Volodymyr Poelnikov  | Carrera Jeans-Tassoni | + 02'03" |
| 5                                          | Andrei Tchmil        | Lotto-Caloi           | + 02'09" |
| 6                                          | Gianluca Bortolami   | Mapei-Clas            | z.t.     |
| 7                                          | Pello Ruiz Cabestany | Euskadi-Orbea         | z.t.     |
| 8                                          | José Ramón Uriarte   | Banesto-Pinarello     | z.t.     |
| 9                                          | Ángel Edo            | Kelme-Avianca-Gios    | z.t.     |
| 10                                         | Gianni Bugno         | Polti-Vaporetto       | z.t.     |
|                                            |                      |                       |          |
| 58                                         | Maarten den Bakker   | TVM-Bison-Gazelle     | + 07'25" |

1981 · 1982 · 1983 · 1984 · 1985 · 1986 · 1987 · 1988 · 1989 · 1990 · 1991 · 1992 · 1993 · 1994 · 1995 · 1996 · 1997 · 1998 · 1999 · 2000 · 2001 · 2002 · 2003 · 2004 · 2005 · 2006 · 2007 · 2008 · 2009 · 2010 · 2011 · 2012 · 2013 · 2014 · 2015 · 2016 · 2017 · 2018 · 2019 · 2020 · 2021 · 2022 · 2023 · 2024